# Shenley
Shenley è un villaggio e parrocchia civile dell'Inghilterra, appartenente alla contea dell'Hertfordshire.